# Катарта
Катарта (Cathartes) — рід птахів-падлоїдів від середнього до великого розміру з родини катартових (Cathartidae).

## Поширення
Представники роду поширені на більшій частині території Північної і Південної Америки.

## Опис
Оперення чорно або темно-коричневого кольору. Голови лисі з яскраво забарвленою, жовто-помаранчевою або червоною шкірою. Катарти мають добре розвинений нюх, що рідко трапляється у птахів. Це дозволяє їм знаходити падаль під пологом лісу.

## Види
Рід включає три сучасні види.
- Катарта червоноголова[3] (Cathartes aura)
- Катарта саванова[3] (Cathartes burrovianus)
- Катарта лісова[3] (Cathartes melambrotus)

У 2020 році описано викопний вид Cathartes emsliei з решток, що виявлені у плейстоценових відкладеннях на Кубі.